# Guido De Filip
Guido De Filip (Venècia, 21 de setembre de 1883 - Venècia, 27 de setembre de 1968) va ser un remer italià que va competir a començaments del segle xx.
El 1920 va prendre part en els Jocs Olímpics d'Anvers, on guanyà la medalla d'or en la competició del dos amb timoner del programa de rem, formant equip amb Giovanni Scatturin i Ercole Olgeni. En aquest equip feia de timoner.